# Ashley Cole
Pour les articles homonymes, voir Cole.
Ashley Cole, né le 20 décembre 1980 à Stepney (Londres), est un footballeur international anglais qui évolue au poste d'arrière gauche dans les années 2000 et 2010.

## Biographie

### Arsenal (1998-2006)
Ashley Cole est dans son enfance supporter du club au nord de Londres, Arsenal. Il s'y inscrit en tant que joueur amateur. Le 30 novembre 1999 alors qu'il n'a que 18 ans, il y fait ses débuts professionnels lors d'un match de la Carling Cup (la Coupe de la Ligue anglaise de football) perdu contre Middlesbrough aux tirs au but (2-2, 1-3tab).
Cole est prêté lors de la saison 1999-2000 à Crystal Palace, un autre club du championnat, où il dispute 14 matchs et inscrit un but.
Il signe son premier contrat professionnel le 25 février 2000 à Arsenal mais il faut attendre le 14 mai pour le voir faire ses premiers pas en championnat face à Newcastle United. Bénéficiant de l'indisponibilité de son équipier Sylvinho, il a l'occasion de s'imposer comme titulaire sur le flanc gauche de la défense d'Arsenal au cours de la saison 2000-2001, même après le retour de blessure de son concurrent.
Avec les Gunners, il gagne le championnat en 2002 et 2004 ainsi que la F.A. Cup (la Coupe d'Angleterre) en 2002, 2003 et 2005. Diminué par des blessures lors de la saison 2005-2006, il retrouve son équipe lors de la finale de Ligue des champions face au FC Barcelona mais ne peut empêcher la défaite des siens.
Cole ne cache pas à cette époque son envie de quitter le club londonien (avec lequel il a disputé 156 matchs de championnat), mais décide malgré tout de renouveler en 2005 son contrat pour une année supplémentaire en échange d'une revalorisation salariale, alors qu'il est notamment annoncé du côté du Real Madrid en tant que successeur de Roberto Carlos.

### Chelsea (2006-2014)
C'est finalement l'ennemi d'Arsenal qui obtient les services du défenseur anglais, Chelsea, autre géant de la capitale anglaise. Ashley Cole est transféré en échange du français William Gallas et de £ 5.000.000.
Ashley Cole devient le numéro 3 de l'équipe et fait sa première apparition sous ses nouvelles couleurs contre Charlton Athletic le 9 septembre 2006 en tant que doublure de Wayne Bridge, pour une victoire de 2-1 à domicile. Le 31 janvier 2007, il se blesse au genou lors d'un match contre Blackburn Rovers, mais sans trop de gravité. Il revient pour la finale de la F.A. Cup 2006/2007 pour une victoire 1-0 contre Manchester United.
La saison suivante il joue la finale de la Carling Cup 2007/2008 que Chelsea perdra 2-1 contre un autre club de la capitale, Tottenham. Il inscrit son premier but pour Chelsea, quelques jours après pour une victoire 4-0 contre West Ham.
Le 2 septembre 2009, il renouvelle son contrat avec le club jusqu'en 2013. Le 10 février 2010, Ashley Cole sera victime d'une fracture à la cheville gauche lors d'une défaite (2-1) contre Everton et ne pourra revenir que 3 mois plus tard lors d'une écrasante victoire 7-0 face à Stoke City. Cela ne l'empêche pas d'inscrire un but contre Wigan lors de la dernière journée de championnat avec un score tout aussi écrasent de 8-0 qui offre le titre de la Premier League 2009-2010 à Chelsea.
Lors de la saison 2010/2011, Ashley Cole joue les 38 rencontres du championnat ce qui lui vaudra le titre de joueur de Chelsea de l'année.
Lors de la saison 2011/2012, il se verra de temps en temps céder sa place au jeune Ryan Bertrand en quête de temps de jeu, ce sera tout autre lors de la Ligue des champions où Ashley Cole se montrera extrêmement solide en défense. Lors de la finale séance de tirs au but, Ashley Cole marquera son tir au but.
Ashley Cole est de plus en plus annoncé partant à la fin de son contrat (expirant en juin 2014). Ashley Cole a toujours dit qu'il souhaitait qu'on lui propose un contrat de deux ans, or, ce n'est pas le cas (1ans). De plus, Ashley Cole n'a pas été titulaire indiscutable durant l'année 2013-2014 : Mourinho lui a très souvent préféré César Azpilicueta. À la suite du match du 04 mai 2014 face à Norwich City (0-0), Ashley Cole a lâché quelques larmes à la fin du match.

### AS Roma (2014-2015)
Étant libre, Ashley Cole quitte l'Angleterre pour signer à l'AS Roma pour la saison 2014-2015. il paraphe un contrat de deux ans.
Cole joue son premier match pour la Roma le 30 août 2014, à l'occasion de la première journée de la saison 2014-2015 de Serie A, contre l'ACF Fiorentina. Il est titularisé et son équipe s'impose par deux buts à zéro.
Le 14 août 2015, l'AS Roma résilie son contrat alors qu'il était lié jusqu'en juin 2016.

### Galaxy de Los Angeles (2016-2018)
Après avoir résilié son contrat avec l'AS Roma, Ashley Cole s'engage avec le Galaxy de Los Angeles le 27 janvier 2016. Son contrat n'est pas renouvelé à l'issue de la saison 2017 jusqu'à ce que le LA Galaxy ne lui en offre un nouveau le 3 janvier 2018.

### Derby County (2019)
En janvier 2019, il retourne en Angleterre pour évoluer en Championship avec Derby County. Il y est entraîné par son ancien coéquipier à Chelsea et en sélection, Frank Lampard. Il signe un contrat court jusqu'à la fin de la saison 2018-2019.
Cole inscrit son premier et unique but pour Derby le 16 février 2019, à l'occasion d'une rencontre de coupe d'Angleterre face à Brighton & Hove Albion. Il ne permet toutefois pas à son équipe d'obtenir un résultat, celle-ci s'inclinant sur le score de deux buts à un.
Le 18 août 2019, Ashley Cole met un terme à sa carrière professionnelle, à l'âge de 38 ans.

### Sélection (1999-2014)
Ashley Cole est sélectionné en équipe d'Angleterre U20 et a joué la Coupe du monde U20 1999, son équipe subira 3 défaites sans but de sa part.
Après ses débuts en sélection nationale anglaise, le 28 mars 2001 face à l'Albanie, il s'impose rapidement comme défenseur latéral gauche devant Chris Powell et Wayne Bridge. Il est titulaire lors de la Coupe du monde 2002 et a fait partie des 4 joueurs anglais de l'équipe type de l'Euro 2004 aux côtés de Sol Campbell, Wayne Rooney et de son équipier de club Frank Lampard.
Il participe à l'Euro 2012 sous les ordres du nouvel entraîneur Roy Hodgson ou il réalise une bonne prestation malgré son tir au but manquée contre l'Italie en quart de finale le 24 juin 2012.
Ayant appris sa non sélection pour la Coupe du monde 2014 (au détriment de Leighton Baines et du jeune Luke Shaw), Ashley Cole refuse de faire partie de la liste des 7 joueurs réservistes et annonce la fin de sa carrière internationale le 11 mai 2014.

## Vie personnelle
Ashley Cole se marie avec Cheryl Tweedy, chanteuse de Girls Aloud, le 15 juillet 2006. Ils vivent tous les deux dans un manoir à Hampstead, au nord de Londres, qui appartenait autrefois à Patrick Vieira. Le 23 février 2010, le couple s'est séparé à cause des tromperies d'Ashley Cole. Cheryl Tweedy a démarré officiellement une procédure de divorce le 25 mai 2010. Le divorce fut prononcé le 3 septembre 2010.
Bien qu'il n'ait que 26 ans à l'époque, l'ancien joueur d'Arsenal a publié son autobiographie, My Defence qui relate entre autres ses relations avec ses anciens coéquipiers et les raisons de son transfert dans l'autre club londonien. Cet essai lui a valu les critiques de Jens Lehmann, Cesc Fàbregas et d'autres joueurs mais aussi des fans des Gunners.
Le 18 octobre 2012, Ashley Cole écope d'une amende de 90 000 livres (soit 111 000 euros) par la Fédération anglaise à la suite des insultes proférées sur Twitter à l'encontre de celle-ci.

## Statistiques détaillées
| Saison                | Club                  | Championnat           | Championnat | Championnat | Championnat | Coupe(s) nationale(s) | Coupe(s) nationale(s) | Coupe(s) nationale(s) | Supercoupe | Supercoupe | Supercoupe | Compétition(s) continentale(s) | Compétition(s) continentale(s) | Compétition(s) continentale(s) | Compétition(s) continentale(s) | Autres | Autres | Autres | Angleterre | Angleterre | Angleterre | Total | Total | Total |
| Saison                | Club                  | Division              | M.          | B.          | P.d.        | M.                    | B.                    | P.d.                  | M.         | B.         | P.d.       | Comp.                          | M.                             | B.                             | P.d.                           | M.     | B.     | P.d.   | M.         | B.         | P.d.       | M.    | B.    | P.d.  |
| 1999-2000             | Arsenal               | PL                    | 1           | 0           | 0           | 1                     | 0                     | 0                     | -          | -          | -          | -                              | -                              | -                              | -                              | -      | -      | -      | -          | -          | -          | 2     | 0     | 0     |
| 1999-2000             | Crystal Palace (prêt) | Championship          | 14          | 1           | 0           | -                     | -                     | -                     | -          | -          | -          | -                              | -                              | -                              | -                              | -      | -      | -      | -          | -          | -          | 14    | 1     | 0     |
| 2000-2001             | Arsenal               | PL                    | 17          | 3           | 1           | 7                     | 0                     | 0                     | -          | -          | -          | C1                             | 9                              | 0                              | 1                              | -      | -      | -      | 3          | 0          | 0          | 36    | 3     | 2     |
| 2001-2002             | Arsenal               | PL                    | 29          | 2           | 4           | 4                     | 0                     | 0                     | -          | -          | -          | C1                             | 7                              | 0                              | 0                              | -      | -      | -      | 10         | 0          | 0          | 50    | 2     | 4     |
| 2002-2003             | Arsenal               | PL                    | 31          | 1           | 5           | 3                     | 0                     | 0                     | 1          | 0          | 0          | C1                             | 9                              | 0                              | 0                              | -      | -      | -      | 6          | 0          | 0          | 50    | 1     | 5     |
| 2003-2004             | Arsenal               | PL                    | 32          | 0           | 3           | 5                     | 0                     | 0                     | 1          | 0          | 0          | C1                             | 9                              | 1                              | 1                              | -      | -      | -      | 11         | 0          | 0          | 58    | 1     | 4     |
| 2004-2005             | Arsenal               | PL                    | 35          | 2           | 2           | 3                     | 0                     | 0                     | 1          | 0          | 0          | C1                             | 8                              | 0                              | 2                              | -      | -      | -      | 11         | 0          | 0          | 58    | 2     | 4     |
| 2005-2006             | Arsenal               | PL                    | 11          | 0           | 0           | -                     | -                     | -                     | 1          | 0          | 0          | C1                             | 3                              | 0                              | 0                              | -      | -      | -      | 10         | 0          | 0          | 25    | 0     | 0     |
| Sous-total            | Sous-total            | Sous-total            | 156         | 8           | 15          | 23                    | 0                     | 0                     | 4          | 0          | 0          | -                              | 45                             | 1                              | 4                              | -      | -      | -      | 51         | 0          | 0          | 279   | 9     | 19    |
| 2006-2007             | Chelsea               | PL                    | 23          | 0           | 2           | 8                     | 0                     | 0                     | -          | -          | -          | C1                             | 9                              | 0                              | 2                              | -      | -      | -      | 7          | 0          | 1          | 47    | 0     | 5     |
| 2007-2008             | Chelsea               | PL                    | 27          | 1           | 1           | 2                     | 0                     | 0                     | 1          | 0          | 0          | C1                             | 10                             | 0                              | 0                              | -      | -      | -      | 6          | 0          | 0          | 46    | 1     | 1     |
| 2008-2009             | Chelsea               | PL                    | 34          | 1           | 0           | 7                     | 0                     | 2                     | -          | -          | -          | C1                             | 8                              | 0                              | 0                              | -      | -      | -      | 9          | 0          | 0          | 58    | 1     | 2     |
| 2009-2010             | Chelsea               | PL                    | 27          | 4           | 3           | 3                     | 0                     | 1                     | 1          | 0          | 0          | C1                             | 4                              | 0                              | 1                              | -      | -      | -      | 9          | 0          | 0          | 44    | 4     | 5     |
| 2010-2011             | Chelsea               | PL                    | 38          | 0           | 3           | 2                     | 0                     | 0                     | 1          | 0          | 0          | C1                             | 7                              | 0                              | 0                              | -      | -      | -      | 7          | 0          | 2          | 55    | 0     | 5     |
| 2011-2012             | Chelsea               | PL                    | 32          | 0           | 6           | 4                     | 0                     | 0                     | -          | -          | -          | C1                             | 12                             | 0                              | 2                              | -      | -      | -      | 9          | 0          | 0          | 57    | 0     | 8     |
| 2012-2013             | Chelsea               | PL                    | 31          | 1           | 2           | 8                     | 0                     | 1                     | 1          | 0          | 0          | C1+C3                          | 5+3                            | 0                              | 2                              | 3      | 0      | 0      | 5          | 0          | 0          | 56    | 1     | 5     |
| 2013-2014             | Chelsea               | PL                    | 17          | 0           | 2           | 3                     | 0                     | 1                     | -          | -          | -          | C1                             | 5                              | 0                              | 0                              | 1      | 0      | 0      | 4          | 0          | 0          | 30    | 0     | 3     |
| Sous-total            | Sous-total            | Sous-total            | 229         | 7           | 19          | 37                    | 0                     | 5                     | 4          | 0          | 0          | -                              | 63                             | 0                              | 7                              | 4      | 0      | 0      | 56         | 0          | 3          | 393   | 7     | 34    |
| 2014-2015             | AS Roma               | Serie A               | 11          | 0           | 0           | 2                     | 0                     | 0                     | -          | -          | -          | C1                             | 3                              | 0                              | 0                              | -      | -      | -      | -          | -          | -          | 16    | 0     | 0     |
| 2015-2016             | AS Roma               | Serie A               | -           | -           | -           | -                     | -                     | -                     | -          | -          | -          | C1                             | -                              | -                              | -                              | -      | -      | -      | -          | -          | -          | 0     | 0     | 0     |
| Sous-total            | Sous-total            | Sous-total            | 11          | 0           | 0           | 2                     | 0                     | 0                     | -          | -          | -          | -                              | 3                              | 0                              | 0                              | -      | -      | -      | -          | -          | -          | 16    | 0     | 0     |
| 2016                  | LA Galaxy             | MLS                   | 26          | 1           | 0           | 2                     | 0                     | 0                     | -          | -          | -          | LCC                            | 1                              | 0                              | 0                              | 3      | 0      | 0      | -          | -          | -          | 32    | 1     | 0     |
| 2017                  | LA Galaxy             | MLS                   | 29          | 1           | 2           | 1                     | 0                     | 0                     | -          | -          | -          | -                              | -                              | -                              | -                              | -      | -      | -      | -          | -          | -          | 30    | 1     | 2     |
| 2018                  | LA Galaxy             | MLS                   | 31          | 1           | 9           | 1                     | 0                     | 0                     | -          | -          | -          | -                              | -                              | -                              | -                              | -      | -      | -      | -          | -          | -          | 32    | 1     | 9     |
| Sous-total            | Sous-total            | Sous-total            | 86          | 3           | 11          | 4                     | 0                     | 0                     | -          | -          | -          | -                              | 1                              | 0                              | 0                              | 3      | 0      | 0      | -          | -          | -          | 94    | 3     | 11    |
| 2019                  | Derby County          | Championship          | 9+3         | 0+0         | 2+0         | -                     | -                     | -                     | -          | -          | -          | -                              | -                              | -                              | -                              | -      | -      | -      | -          | -          | -          | 12    | 0     | 2     |
| Total sur la carrière | Total sur la carrière | Total sur la carrière | 507         | 19          | 47          | 66                    | 0                     | 5                     | 8          | 0          | 0          | -                              | 112                            | 1                              | 11                             | 7      | 0      | 0      | 107        | 0          | 3          | 807   | 20    | 66    |

## Palmarès
- Arsenal (7 Titres)
  - Champion d'Angleterre (2) : 2002 et 2004
  - Vainqueur de la Coupe d'Angleterre (3) : 2002, 2003 et 2005
  - Vainqueur du Community Shield (2) : 2002 et 2004
  - Finaliste de la Ligue des champions en 2006
- Chelsea (9 Titres)
  - Vainqueur de la Ligue des champions (1) : 2012
  - Vainqueur de la Ligue Europa (1) : 2013
  - Champion d'Angleterre (1) : 2010
  - Vainqueur de la Coupe d'Angleterre (4) : 2007, 2009, 2010 et 2012
  - Vainqueur de la Coupe de la Ligue anglaise (1) : 2007
  - Vainqueur du Community Shield (1) : 2009
  - Finaliste de la Ligue des champions en 2008
  - Finaliste de la Supercoupe de l'UEFA en 2012 et en 2013
  - Finaliste de la Coupe du monde des clubs en 2012
- Angleterre (sélection nationale)
  - Vainqueur du FA Summer Tournament 2004 (Le tournoi estival d'Angleterre)

## Distinctions personnelles
- Élu meilleur joueur anglais lors de la saison 2009-2010
- Membre de l'équipe type de l'UEFA en 2004 et en 2010
- Membre de l'équipe type PFA en 2002, 2004, 2005 et 2011[15]
- Élu meilleur joueur de Chelsea lors de la saison 2008-2009 puis lors de la saison 2010-2011
- Reçoit le prix du plus beau but de Chelsea lors la saison 2009-2010
- Recordman du nombre de Coupe d'Angleterre remportés (7 titres)[16]